# وزن الولادة

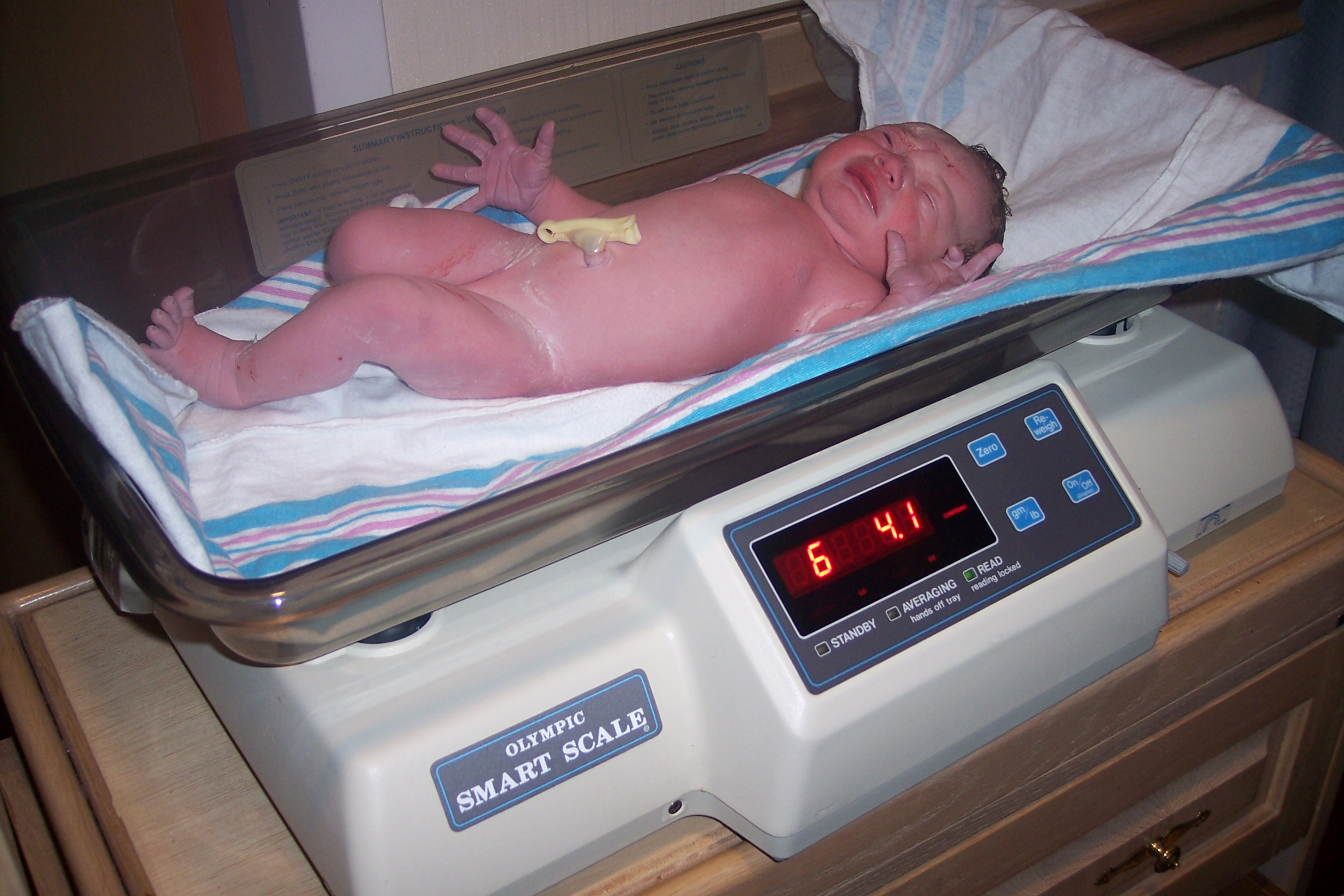
طفل ذو وزن متناسب مع العمر الحملي

وزن الولادة هو وزن الطفل عند ولادته. لوزن الميلاد علاقات مباشرة مع عمر الحمل الذي ولد الطفل فيه، ويمكن تقديره أثناء فترة الحمل عن طريق قياس ارتفاع قاع الرحم. والطفل الذي يولد خلال النطاق الطبيعي للعمر الحملي المقدر يطلق عليه مناسب لعمر (لمدة) الحمل. أما أولئك الذين يولدون فوق أو تحت هذا النطاق كثيراً ما يعانون مشاكل في معدل النمو— وكثيراً ما يشير ذلك لعواقب خطيرة قد تؤثر على الطفل أو أمه.
وكانت هناك العديد من الدراسات التي حاولت، بدرجات متفاوتة من النجاح، إظهار العلاقات بين وزن الولادة وظروف الحياة المستقبلية للطفل، بما في ذلك مرض البول السكري والسمنة والتدخين والذكاء.

## المحددات
يعتبر الآباء والأمهات هم المسئولون عن خروج الطفل عن "النطاق المناسب لمدة الحمل"، عن طريق أبواب عدة، منها:
- عوامل وراثية
- صحة الأم، ولا سيما خلال فترة الحمل
- العوامل البيئية، بما في ذلك تعرض الأم للتدخين السلبي [1]
- الوضع الاقتصادي للوالدين يعطي نتائج غير متناسقة وفقا لدراسة مراجعة في عام 2010، وما يزال مختلف حول هذا العامل.[2]
- عوامل أخرى، مثل الولادات المتعددة، حيث يرجح أن يكون كل طفل خارج النطاق المناسب لمدة الحمل.

## الحالات
ومن الحالات المرتبطة بوزن الولادة، ما يلي:
- كبير بالنسبة للعمر الحملي
- صغير بالنسبة للعمر الحملي

## التأثير على الحياة المستقبلية
لقد أجريت العديد من الدراسات لمعرفة كيف يمكن أن يؤثر وزن الولادة للشخص على جوانب حياته المستقبلية. وهذا يشمل علاقات نظرية مع السمنة والسكري والذكاء.

### السمنة
أثبتت الدراسات أن الطفل المولود بوزن غير مناسب لعمر الحمل، أكبر أو أصغر على حد سواء، هو عرضة للبدانة أكثر من غيره في حياته اللاحقة.

### مرض البول السكري
الأطفال الذين يولدون بوزن أقل من الطبيعي هم أكثر عرضه للإصابة للنوع الثاني من مرض البول السكري لاحقا.

### الذكاء
أظهرت بعض الدراسات وجود صلة مباشرة بين زيادة وزن الولادة وزيادة الذكاء.

## علم الأوبئة

معدل الأعداد السنوية المصابه بانخفاض وزن الولادة لكل 100،000 نسمة في عام 2002.

## وصلات خارجية
- "Understanding IUGR A Parent's Guide"
- مدلاين بلس Intrauterine growth restriction
- Peleg D, Kennedy CM, Hunter SK (أغسطس 1998). "Intrauterine growth restriction: identification and management". Am Fam Physician. ج. 58 ع. 2: 453–60, 466–7. PMID:9713399. مؤرشف من الأصل في 2011-06-06.{{استشهاد بدورية محكمة}}:  صيانة الاستشهاد: أسماء متعددة: قائمة المؤلفين (link)
- "Intrauterine growth restriction (IUGR)" at Health System, University of Virginia
- Fetal Growth Restriction في موقع إي ميديسين
- "Researchers link low birth weight to lower achievement"
- "Management of Suspected Fetal Macrosomia"
- "Vit D linked to baby birth weight" at BBC News, 25 April 2006
- Born in Bradford - 2006 cohort study into the causes of low birth weight and infant mortality in Bradford, UK
- Intrauterine Growth Restriction Help - IUGR factors and solutions
- Walid MS, Astafyeva OV, Pomortsev AV (ديسمبر 2007). "The IUGR prognostic scale". Arch Gynecol Obstet. ج. 276 ع. 6: 633–40. DOI:10.1007/s00404-007-0398-1. PMID:17619893.{{استشهاد بدورية محكمة}}:  صيانة الاستشهاد: أسماء متعددة: قائمة المؤلفين (link)